# Alte Geschichte
Die Alte Geschichte ist im Fächerkanon der an Universitäten gelehrten Geschichtswissenschaft derjenige Teil, der die „klassische“ griechisch-römische Antike behandelt. Wissenschaftler, die sich mit Alter Geschichte befassen, werden Althistoriker genannt.

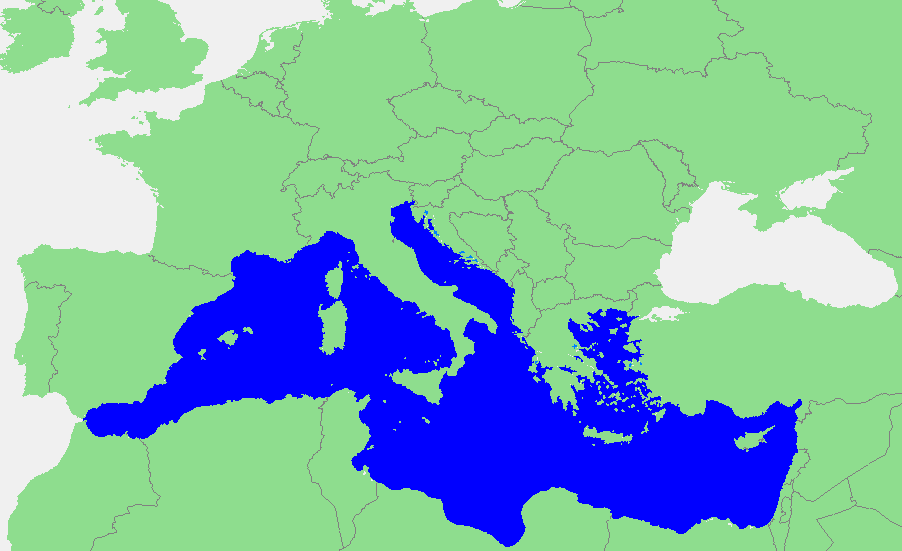
Raum der Alten Geschichte: Der Mittelmeerraum mit der griechisch-römischen Kultur ist ein wesentlicher Bezugsrahmen des Faches.

Das Fach kann an den meisten Universitäten im deutschsprachigen Raum studiert werden; an fast allen deutschen Hochschulen ist die Alte Geschichte dabei integraler Bestandteil der historischen Studiengänge einschließlich des Lehramtsstudiums. Eine Promotion ist vielerorts möglich, Bachelorstudiengänge speziell für Alte Geschichte werden hingegen nur an wenigen deutschen Universitäten angeboten, namentlich in Heidelberg, Rostock und Jena. Manchmal ist das Fach dabei institutionell auch in altertumswissenschaftlichen Instituten angesiedelt, etwa in Kiel oder Halle. In München umfasst die Alte Geschichte nicht nur die griechisch-römische Antike, sondern auch das Alte Ägypten sowie die Antike der vorderasiatischen Kulturen.
In der deutschen Hochschulpolitik ist die Alte Geschichte mit insgesamt 72 Professuren an 52 Universitäten als Kleines Fach eingestuft.

## Inhalte und Abgrenzung
Grundsätzlich kann gesagt werden, dass die Alte Geschichte alle Gebiete und Zeitabschnitte zum Gegenstand hat, die zur antiken griechischen oder römischen Kultur gehörten bzw. mit dieser in unmittelbarem Kontakt standen. Die weitaus meisten Althistoriker forschen heute über die Zeit zwischen ca. 800 v. und ca. 600 n. Chr.
Die Alte Geschichte beschäftigt sich dabei – im Unterschied zur Klassischen Archäologie und zur Ur- und Frühgeschichte – vornehmlich mit den schriftlichen Hinterlassenschaften der Menschen, auch wenn Althistoriker gegebenenfalls auch nicht-schriftliche Quellen auswerten: Im Mittelpunkt althistorischer Forschung steht die Auswertung antiker Texte.
In der Praxis „beginnt“ die Alte Geschichte heute daher frühestens mit der mykenischen Kultur (um 1600–1000 v. Chr.); denn damals verwendete man die Linearschrift B, um ein frühes Griechisch zu schreiben. Da nur sehr wenige Althistoriker diese Schrift lesen können, wird die wesentliche Zäsur jedoch durch die Übernahme des Alphabets durch die Griechen im frühen 8. Jahrhundert v. Chr. markiert. Die große Mehrheit der Althistoriker forscht daher über die Zeit ab ca. 800 v. Chr., jedoch befassen sich einige auch mit der vorangehenden Zeit (griechische „dunkle Jahrhunderte“ und minoisch-mykenische Zeit), die insgesamt aber vorwiegend von Archäologen erforscht wird.

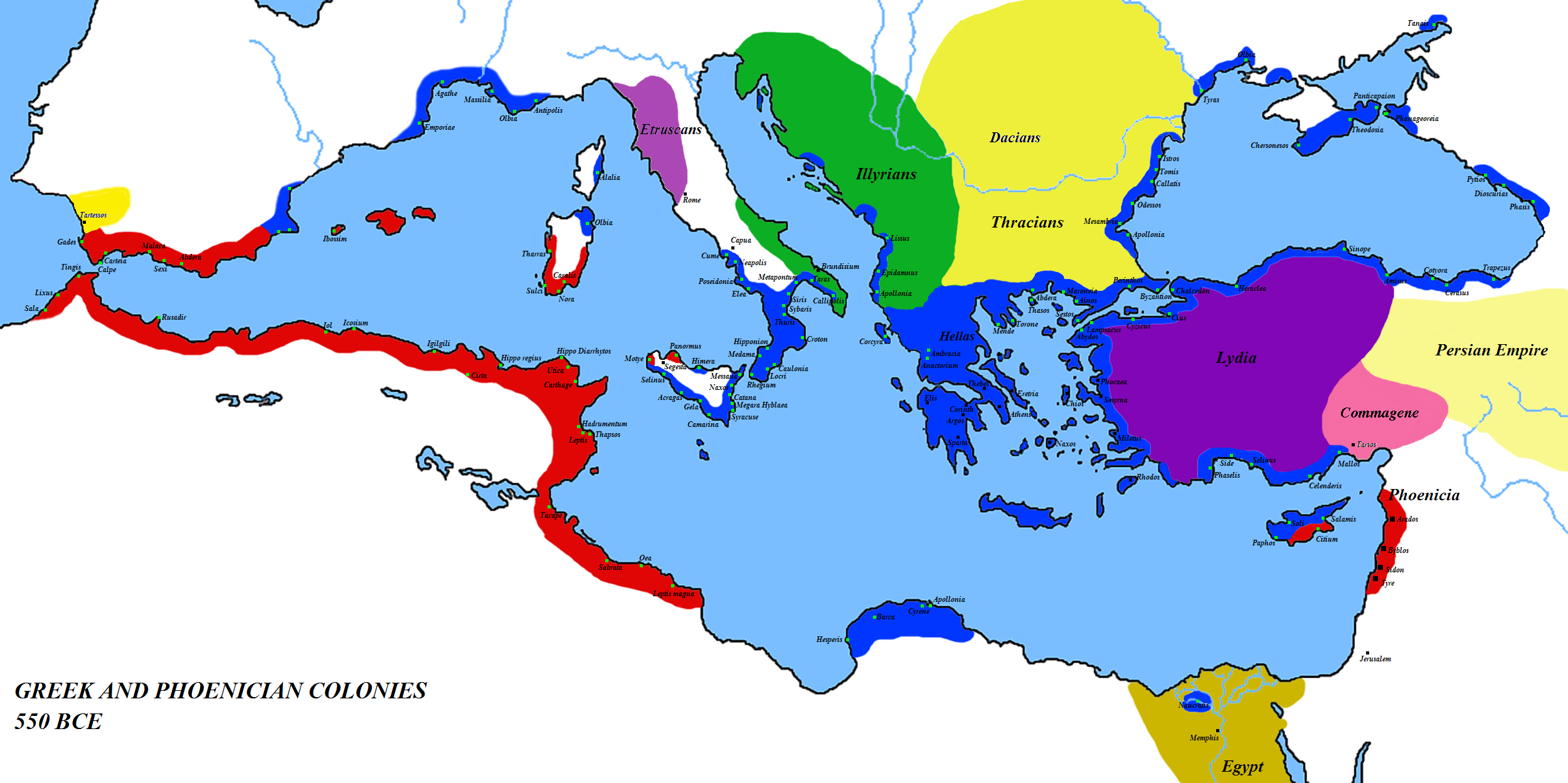
Ausdehnung der griechischen Kultur (blau) und der Phönizier (rot) um 550 v. Chr. im Mittelmeerraum und im angrenzenden Schwarzmeergebiet.

Der von der Alten Geschichte bearbeitete Zeitraum „endet“ mit dem Übergang der Spätantike ins Mittelalter, der verschieden angesetzt wird: Traditionell datierte man das Ende der Antike oft auf 476, das Jahr der Absetzung des Usurpators Romulus Augustulus als letztem in Italien herrschenden römischen Kaiser. In den vergangenen Jahrzehnten hat sich dies durch das stark gestiegene Forschungsinteresse an der Spätantike deutlich verschoben: Heute wählt man in der Regel frühestens den Tod Kaiser Justinians (565), meist aber den Beginn der Islamischen Expansion (632) oder den Tod des Kaisers Herakleios (641) als markantesten Einschnitt; teils werden sogar noch spätere Zäsuren angesetzt. Die Übergangszeit von der Antike zum Mittelalter wird dabei nicht nur von der Alten Geschichte, sondern auch von der Byzantinistik und Frühmittelalterforschung behandelt. Der Berichtszeitraum der Année philologique, der wichtigsten altertumswissenschaftlichen Bibliographie, reicht vom zweiten vorchristlichen Jahrtausend bis zum Jahr 800 n. Chr.

Das Römische Reich zum Zeitpunkt seiner größten Ausdehnung unter Trajan. Die von diesem Kaiser eroberten Gebiete im Osten standen allerdings nur kurze Zeit unter römischer Herrschaft.

In geographischer Hinsicht gehören zum „Kerngebiet“ der Alten Geschichte alle Regionen, die Teil des Römischen Reichs zum Zeitpunkt seiner größten Ausdehnung unter Kaiser Trajan im Jahr 117 n. Chr. waren. Dies ist aber nur eine Faustregel: Althistoriker, die sich mit dem Hellenismus befassen, blicken im Osten unter Umständen bis Vorderindien, da diese Gebiete zum Alexanderreich und zeitweilig auch zum Herrschaftsbereich der Seleukiden und anderer makedonischer Dynastien zählten. Die Alte Geschichte ist damit im Wesentlichen die Geschichte Griechenlands und Roms (bzw. der Mittelmeerwelt) sowie der Kontakte der Griechen und Römer zu ihren Nachbarvölkern (Karthager, Germanen, Perser etc.). Dabei ist die Eingrenzung des Faches weniger inhaltlich als vor allem durch Konvention und Herkommen begründet.

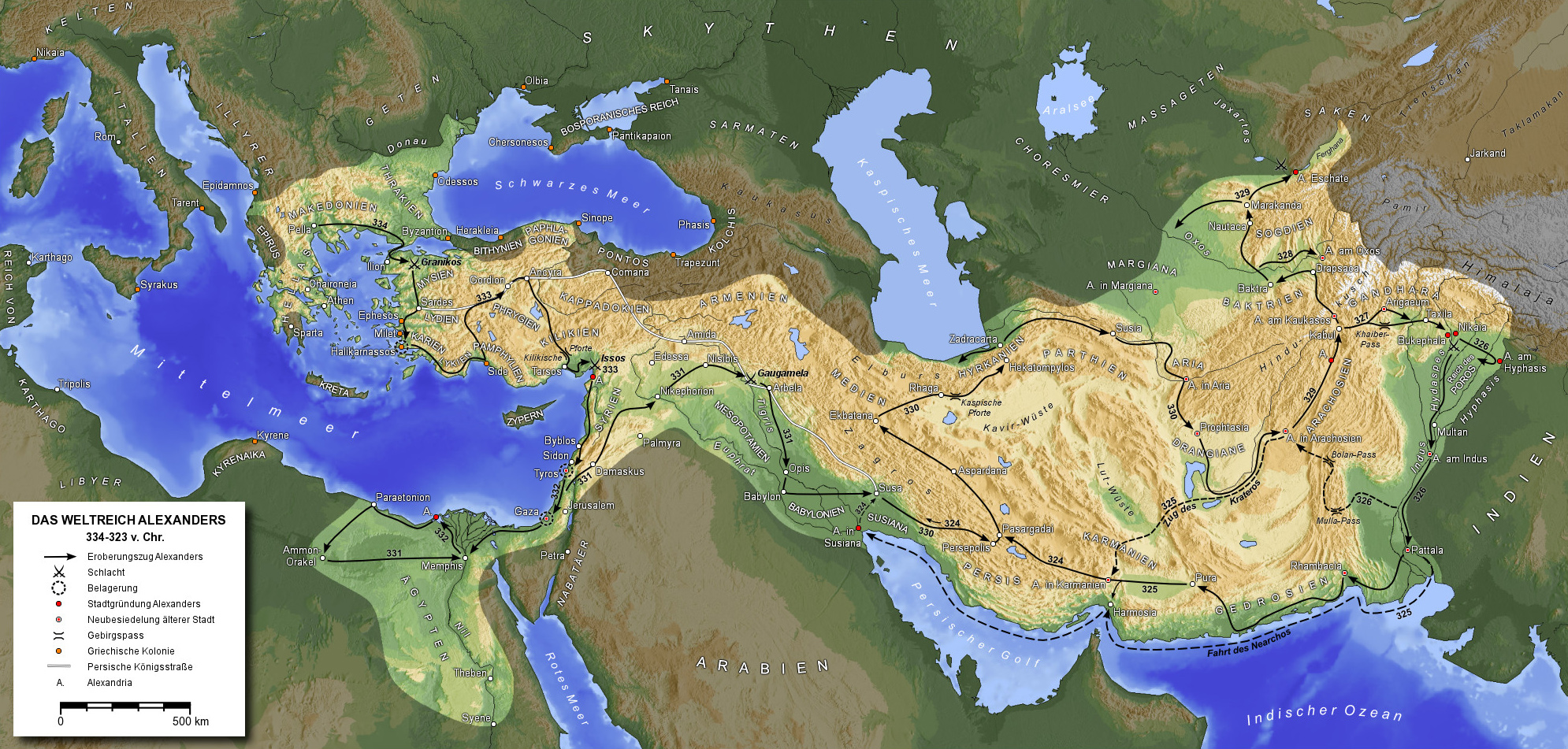
Das Reich Alexanders des Großen in seiner territorialen Ausdehnung im Jahr seines Todes 323 v. Chr.

## Entstehung und Entwicklung der Fachrichtung
Als eigene Disziplin entstand die Alte Geschichte in den Jahren um 1830. Im 19. Jahrhundert, das als das historisierende Jahrhundert schlechthin angesehen werden kann, nahmen die Geschichtswissenschaft (vor allem in Deutschland) und die Archäologie einen gewaltigen Aufschwung. Mehrere hoch angesehene Wissenschaftler (Müller, Lepsius, Niebuhr, Curtius, Mommsen u. a.) dehnten ihre Forschungen auf immer weitere Regionen und Forschungsgebiete aus. Damit standen sie in der Tradition der frühneuzeitlichen Universalgeschichte, die sie mit Ansätzen aus der klassischen Philologie verbanden. Vor allem in der angelsächsischen Forschung ist die Alte Geschichte bis heute weniger scharf von der Altphilologie getrennt als in Deutschland; beide Disziplinen bilden in den USA und Großbritannien daher oft gemeinsam die Classics.

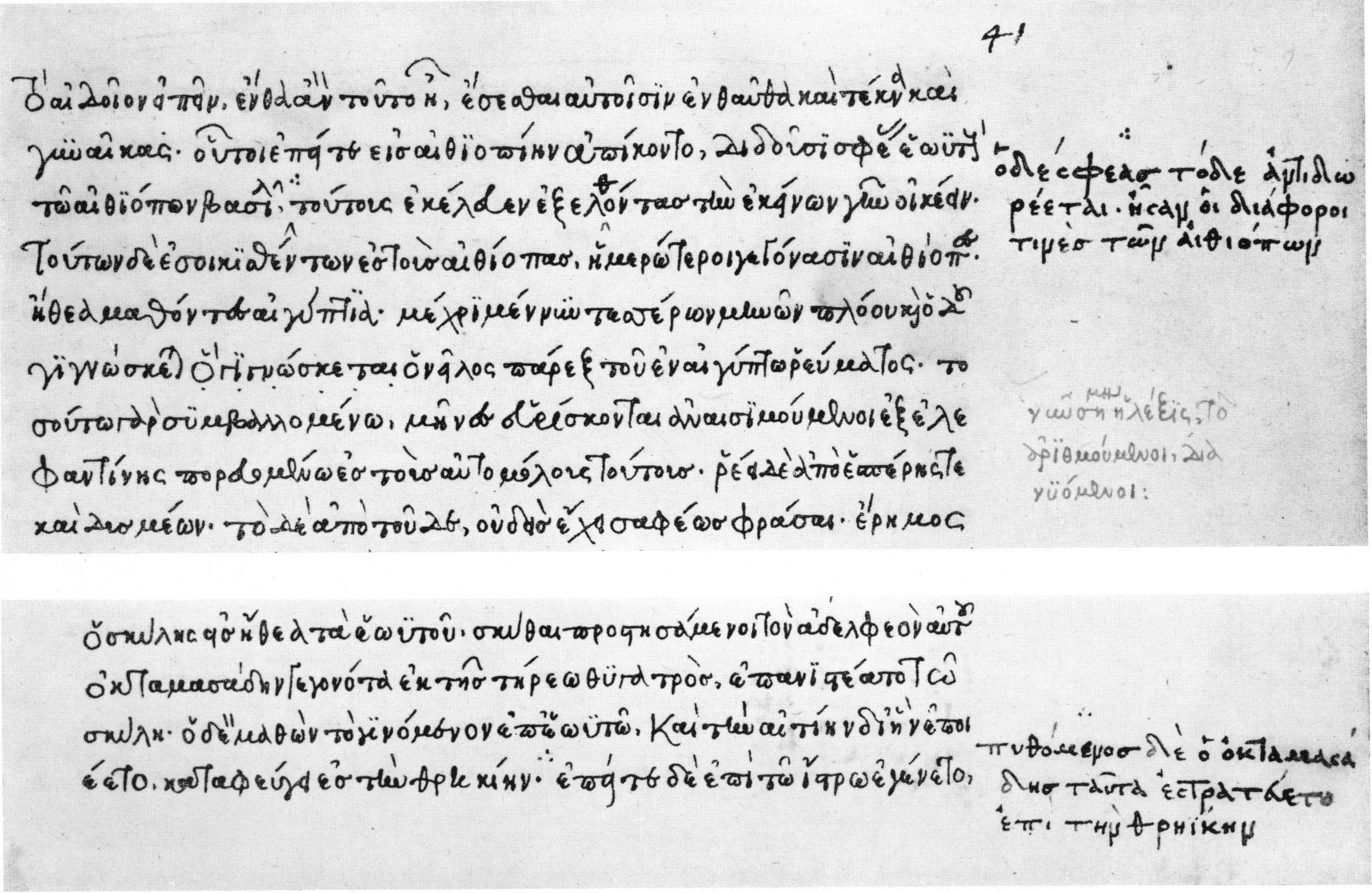
Herodots Historien (entstanden um 430 v. Chr.) gelten als der Beginn der antiken Geschichtsschreibung, deren Auswertung für Althistoriker von zentraler Bedeutung ist. Hier eine um 1400 entstandene Handschrift mit eigenhändigen Korrekturen des Humanisten Lorenzo Valla.

Bemerkenswerterweise separierte sich als erstes die Mediävistik als eigene Disziplin von der übrigen Geschichtswissenschaft, so dass anfangs Forscher wie Johann Gustav Droysen sowohl über die Antike als auch über die Neuzeit arbeiteten; erst in einem zweiten Schritt trennten sich dann auch Alte und Neue Geschichte. Dabei war zu beobachten, dass die Alte Geschichte sich zunächst auch mit Regionen befasste, die heute nicht mehr zum Kerngebiet des Faches zählen. Die Geschichte des alten Ägyptens, Mesopotamiens, Irans und Anatoliens wurde teilweise in das Fach einbezogen, so dass die Alte Geschichte für einige Gelehrte neben der Geschichte des griechisch-römischen Altertums auch die Geschichte des Alten Orients umfasste: Außer Griechen und Römern spielten also auch jene Völker, die im Alten Testament erwähnt werden, zunächst noch eine wichtige Rolle. Die wirkliche Beherrschung des gewaltigen Gebiets der Geschichte der Alten Welt (also Europas, Nordafrikas sowie des Vorderen und Mittleren Orients) samt den dazu erforderlichen Hilfswissenschaften, namentlich der diversen antiken Sprachen und Schriften (Sumerisch, Akkadisch, Babylonisch, Persisch, Koptisch, Aramäisch, Griechisch, Lateinisch, diverser anatolischer Sprachen; Keilschriften, Hieroglyphen, Minoische, Phönizische und Griechische Schrift, Linear B usw.), überstieg aber die Möglichkeiten eines einzelnen Wissenschaftlers. Gerade der gewaltige Wissenszuwachs seit 1800 führte daher notgedrungen zu einer zunehmenden Spezialisierung der Forscher.

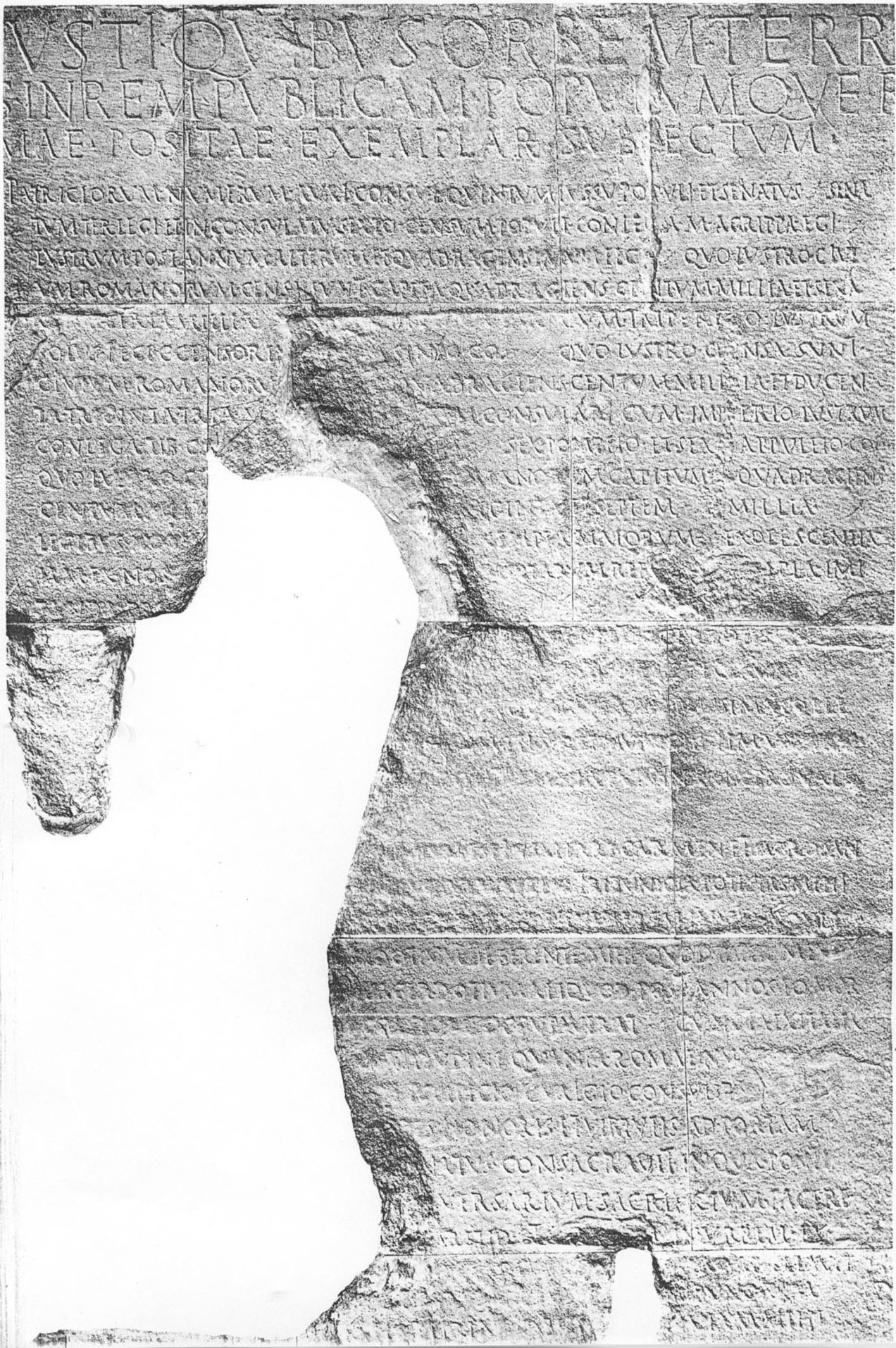
Antike Inschriften sind eine wichtige Quelle der Alten Geschichte; hier ein Fragment der Res gestae divi Augusti.

Im 19. Jahrhundert gab es zwar noch einzelne Gelehrte, die die Fülle des Fachs in seiner Gesamtheit noch überblickten und auch wenigstens in Grundzügen und ansatzweise die erforderlichen Kenntnisse in den Einzeldisziplinen hatten. Als letzter dieser Universal-Altertumswissenschaftler gilt Eduard Meyer. Im Zuge der „Professionalisierung“ der Wissenschaft kam es dann aber zu einer wichtigen Weichenstellung: Da die wichtigsten altorientalischen Sprachen um 1800 noch nicht entziffert waren, konnte man der damals erhobenen Forderung, die schriftlichen Quellen in den Mittelpunkt der Forschung zu stellen, hier noch nicht nachkommen – und als Hieroglyphen und Keilschriften dann entschlüsselt worden waren, hatte sich bereits eine zunehmende Beschränkung der Alten Geschichte auf Griechen und Römer ergeben, deren Sprache damals die meisten Gebildeten sicher beherrschten. An dieser Beschränkung des Faches hat sich bis heute trotz mancher gegenläufiger Tendenzen im Kern nichts geändert (s. o.).
Dies mag man durchaus bedauern, da die Fächer Orientalistik, darunter Assyriologie und Iranistik heute viel eher archäologisch und philologisch ausgerichtet sind, nicht aber primär historisch. Das Fach Alte Geschichte konzentrierte sich seit dem 19. Jahrhundert mehr und mehr ausschließlich auf die griechische und römische Geschichte (nebst den Kontakten zu den Nachbarvölkern) und bildete zusammen mit der Klassischen Philologie und Klassischen Archäologie das übergreifende Sachgebiet Klassische Altertumswissenschaft. Dabei ist das Fach Alte Geschichte bis heute viel stärker als die anderen historischen Disziplinen von den Methoden der Altphilologie geprägt, die ihre Wurzeln wiederum im Humanismus und der mittelalterlichen Bibelexegese hat.

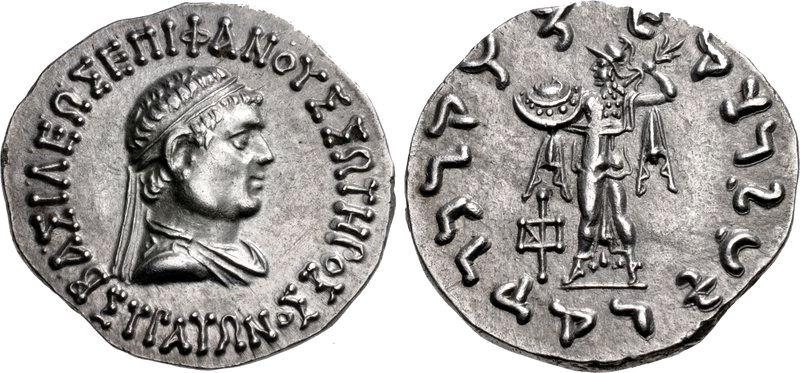
Auch die Auswertung antiker Münzen ist für Althistoriker von Bedeutung; hier eine Münze des indo-griechischen Königs Straton I. mit zweisprachiger Legende.

Zur weitgehenden Beschränkung auf die Geschichte der Griechen und Römer trug nicht zuletzt auch der Umstand bei, dass die antike Zivilisation dieser Völker seit dem späten 18. Jahrhundert als Vorbild und Ideal galt – lange Zeit verbunden mit einer ausdrücklichen oder impliziten Abwertung der Leistungen und des Einflusses anderer Hochkulturen des Altertums. Ausgehend von der französischen Querelle des Anciens et des Modernes („Streit der Anhänger der Alten und der Anhänger der Moderne“) hatte sich das Fach Alte Geschichte schließlich auf einem Gebiet etabliert, das die Anhänger des aufgeklärten Zeitalters der Moderne bei aller Begeisterung für die aufstrebende Naturwissenschaft, Technik und Ökonomie ihrer Zeit den Bewunderern der Alten (das heißt der alten Griechen und Römer) mehr oder weniger widerstrebend überlassen hatten. Auf dem Gebiet der schönen Künste und Wissenschaften wurde so im 19. Jahrhundert der beispielgebende und Maßstäbe setzende Charakter des „Klassischen“ Altertums zumindest in Europa und Nordamerika weiterhin anerkannt. Ein Hauptzug und wesentlicher Inhalt der Deutschen Klassik bestand gerade darin, durch Erforschung und wissende Aneignung des Klassischen Altertums – in Deutschland vornehmlich des griechischen – die eigene Kultur überhaupt erst auf das ihr erreichbare Niveau zu heben. So schrieb Wilhelm von Humboldt (1807):
Wir haben in den Griechen eine Nation vor uns, unter deren glücklichen Händen alles, was, unserem innigsten Gefühl nach, das höchste und reichste Menschendasein bewahrt, schon zu letzter Vollendung gereift war … Ihre Kenntnis ist nicht bloß angenehm, nützlich und notwendig, nur in ihr finden wir das Ideal dessen, was wir selbst sein und hervorbringen möchten; wenn jeder andere Teil der Geschichte uns mit menschlicher Klugheit und menschlicher Erfahrung bereichert, so schöpfen wir aus der Betrachtung der Griechen etwas mehr als Irdisches, ja beinahe Göttliches.

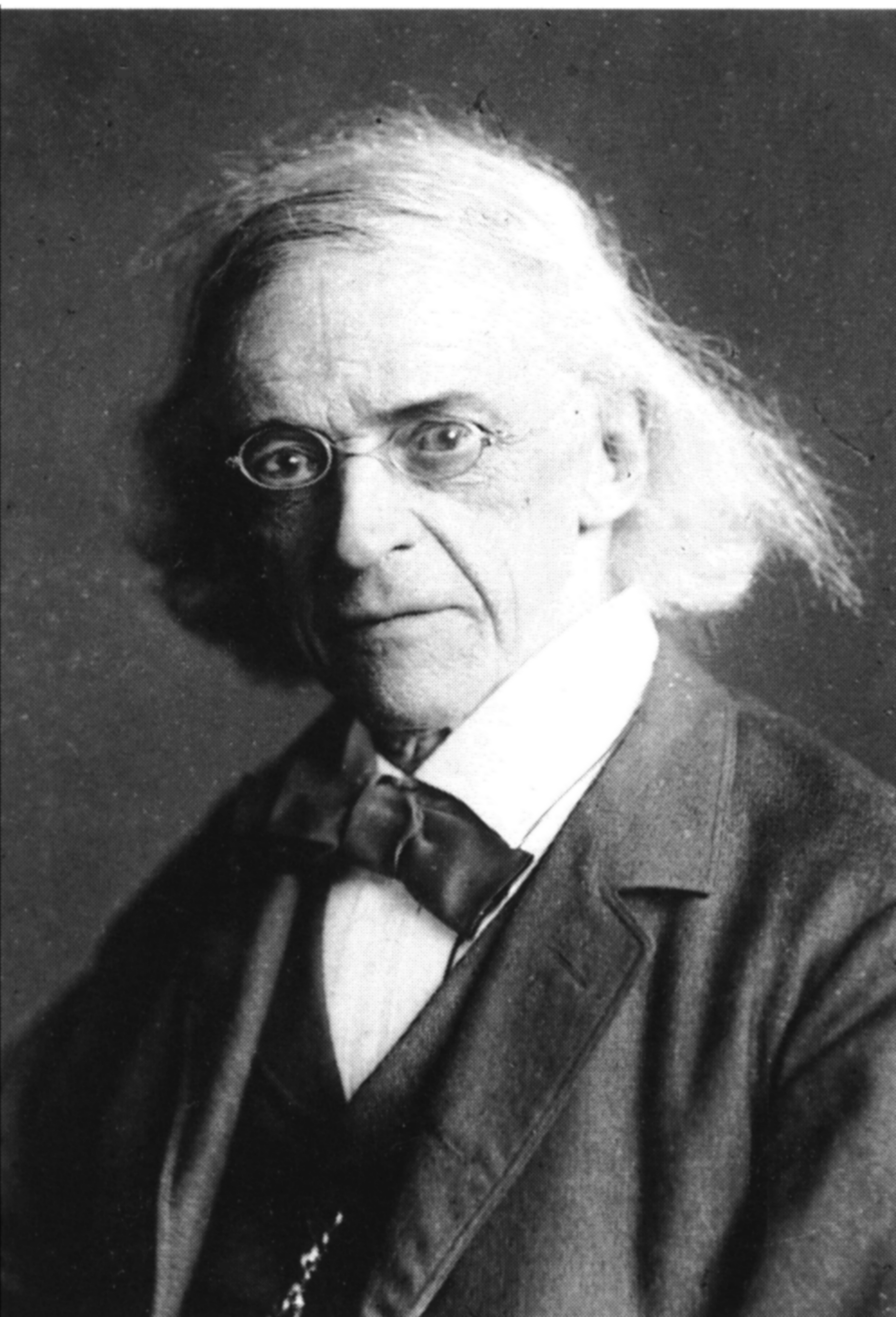
Theodor Mommsen wurde für seine Darstellung der römischen Geschichte 1902 mit dem Nobelpreis ausgezeichnet.

Getragen von solcher Begeisterung für die Antike und versorgt mit wissenschaftlichem Nachwuchs, der bereits auf den Gymnasien Humboldtscher Prägung mit soliden Kenntnissen der altgriechischen und lateinischen Sprache und Literatur ausgerüstet worden war, erlebte die Klassische Altertumswissenschaft und mit ihr die Alte Geschichte in Deutschland im 19. Jahrhundert und frühen 20. Jahrhundert ihre vielleicht höchste Blüte. Namen wie Barthold Georg Niebuhr, Johann Gustav Droysen, Leopold von Ranke, Ernst Curtius, Eduard Meyer, Karl Julius Beloch, Robert von Pöhlmann, Jacob Burckhardt, Felix Jacoby und Hans Delbrück sowie insbesondere Theodor Mommsen stehen noch heute international für Geschichtswissenschaft und Geschichtsschreibung auf höchstem Niveau. Das damals begonnene monumentale Nachschlagewerk Paulys Realencyclopädie der classischen Altertumswissenschaft ist bis heute für das Fach unverzichtbar. Dem Umstand, dass man zunächst von einer engen Verbindung zwischen der griechisch-römischen Antike und der Gegenwart ausging, ist es auch zu verdanken, dass Historiker wie Droysen, von Ranke, Burckhardt und Delbrück sich in ihren Forschungen sowohl mit dem Altertum als auch mit der Neuzeit befassten, aber abgesehen von Ausnahmen wie Delbrück sowie Burckhardt mit seinen Forschungen zur im Spätmittelalter beginnenden Renaissance nicht mit dem Mittelalter. Zunächst der preußische Staat, später dann auch das preußisch dominierte Deutsche Reich gelten als das einzige moderne Land der Welt, in der eine staatliche Karriere wesentlich von den Kenntnissen über eine vergangene Kultur, insbesondere zweier so nicht mehr gesprochenen Sprachen, abhing; klassische Bildung war damals allerdings auch für die britische und französische Oberschicht selbstverständlich.
Bereits vor 1914 wurde der altsprachliche Unterricht an deutschen Gymnasien auf Wunsch Kaiser Wilhelms II. zugunsten anderer Fächer reduziert. Spätestens seit der Mitte des 20. Jahrhunderts nahm die Bedeutung der klassischen Bildung in Deutschland und anderswo stark ab, was sich insbesondere auch im Rückgang der Latein- und Griechischkenntnisse zeigte: Wissen um die Antike gehört heute auch in gebildeten Schichten nicht mehr zu den Selbstverständlichkeiten. Das klassische Altertum verlor seinen Vorbildcharakter, es war und ist in Ländern wie Deutschland nicht länger Bezugspunkt des „Bildungsbürgertums“. (In den USA und im Vereinigten Königreich spielen die Classics für die Abgrenzung der Oberschichten hingegen bis heute eine Rolle und sind daher Gegenstand wachsender Kritik.) Dies eröffnete den Historikern zugleich aber auch einen neuen, objektiveren Zugang zur Alten Geschichte. Hatte man so noch in den 1950er Jahren an Schulen und Universitäten erregt darüber diskutiert, ob man die Schriften Gaius Iulius Caesars noch als Schullektüre verwenden dürfe, nachdem insbesondere Hermann Strasburger das idealisierte Caesar-Bild des deutschen Bildungsbürgers scharf angegriffen hatte, da der römische dictator nun nicht mehr als moralisches Vorbild der Jugend dienen könne, so wäre eine solche Debatte in Deutschland heute undenkbar. Zu wesentlichen Neuausrichtungen kam es dabei vor allem im Verlauf der 1960er und 1970er Jahre, als sich die Alte Geschichte (wie die Geschichtswissenschaften insgesamt) mit neuen Themen, Fragestellungen, Theorien und Methoden konfrontiert sah.

## Das Fach heute
Auch die zeitgenössische Forschung und Lehre auf dem Gebiet der Alten Geschichte fördert immer wieder – auch in Deutschland – bedeutende Ergebnisse und Neubewertungen zu Tage. Zu erwähnen sind beispielsweise die Troja-Forschung, deren Ergebnisse allerdings stark umstritten sind (Tübinger Troja-Debatte), neue Ansätze zum Verständnis der (athenischen) Demokratie (Christian Meier, Paul Veyne), der hellenistischen Welt (Erich S. Gruen, Angelos Chaniotis, Hans-Joachim Gehrke), der römischen Republik (Martin Jehne, Karl-Joachim Hölkeskamp) und Kaiserzeit (Egon Flaig, Aloys Winterling), neue Modelle zur Funktionsweise der griechischen (Pierre Vidal-Naquet) und gesamtantiken (Moses I. Finley) Wirtschaft (im Anschluss an und in Auseinandersetzung mit Rostovtzeff) sowie eine zunehmende Neubewertung der Spätantike durch Forscher wie Peter Brown oder Averil Cameron. In jüngerer Zeit steht insbesondere die sogenannte Völkerwanderung im Mittelpunkt des Interesses: Die Ursachen für den Untergang des Römischen Reiches werden derzeit intensiv diskutiert und einer Reevaluation unterzogen (Guy Halsall, Mischa Meier, Walter Pohl u. a.). Zu beobachten ist nicht nur in diesem Kontext eine signifikante Bedeutungszunahme archäologischer Quellen, obwohl nach wie vor Texte eindeutig im Mittelpunkt des Faches stehen. Diese wiederum werden seit dem späten 20. Jahrhundert stärker als zuvor mit literaturwissenschaftlich-textkritischen Methoden analysiert (Linguistic turn).
Grundsätzlich wird Althistorikern aufgrund der in der Regel engen Bindung an die Quellen oft eine gewisse „Theorieferne“ vorgeworfen; dies trifft aber höchstens teilweise zu, und nicht wenige Forscher haben sich schon vor langer Zeit verstärkt soziologischen und anderen Theorien und Modellen zugewandt. Im 20. Jahrhundert standen sich dabei „Modernisten“ und „Primitivisten“ gegenüber – während erstere (wie zum Beispiel Eduard Meyer, Ulrich Wilcken oder Michael Rostovtzeff) eine grundsätzliche Ähnlichkeit und Vergleichbarkeit der Epochen annahmen und also an die Anwendbarkeit „moderner“ Theorien und Konzepte auf die Antike glaubten, wurde dies von den „Primitivisten“ (wie Karl Bücher, Max Weber oder Moses I. Finley) bestritten. Problematisch ist dabei, dass sich Gelehrte über die (impliziten) theoretischen Voraussetzungen ihrer Forschungen mitunter selbst nicht immer im Klaren sind.
Spätestens im Rahmen der Promotion müssen Althistoriker sowohl Latein- als auch Altgriechischkenntnisse (Latinum und Graecum) nachweisen. In Deutschland ist derzeit in der Regel neben der Promotion auch noch die Habilitation Voraussetzung für die Berufung auf eine althistorische Professur. Dabei ist es üblich (wenngleich es Ausnahmen gibt), eine der beiden Qualifikationsschriften zur griechischen und die andere zur römischen Geschichte zu verfassen, um Kompetenz in beiden Bereichen nachzuweisen, da das Fach an vielen deutschen Universitäten durch nur eine einzige Professur vertreten wird. Dies ist ein Unterschied etwa zur Klassischen Philologie, in der heutzutage eine Spezialisierung auf Latinistik oder Gräzistik die Regel ist.
In der Alten Geschichte spielen Monographien eine größere Rolle als in vielen anderen Fächern; hinzu kommen Sammelbände und diverse Fachzeitschriften. Die wichtigsten unter den in Deutschland erscheinenden Fachorganen sind dabei Historia, Chiron und Klio, die auch international großes Ansehen genießen. Da die Alte Geschichte keine Nationalgeschichte ist, ist das Fach durch eine ausgeprägte internationale Vernetzung und sehr intensiven Austausch über die Sprach- und Disziplingrenzen hinweg gekennzeichnet. Die Dominanz der englischen Sprache nimmt dabei zwar stetig zu, ist in der Alten Geschichte aber noch deutlich geringer ausgeprägt als in den meisten anderen Wissenschaften; vielmehr gelten neben Englisch auch Deutsch, Französisch und Italienisch international als Sprachen, die Althistoriker zumindest passiv beherrschen müssen, wenn sie die relevante Literatur zur Kenntnis nehmen wollen.

### Einführungen
- Hermann Bengtson: Einführung in die Alte Geschichte. München 1979 (veraltet).
- Hartmut Blum, Reinhard Wolters: Alte Geschichte studieren. 3. Aufl. UVK-Verlag, München 2021, ISBN 978-3-8252-5281-6.
- Manfred Clauss: Einführung in die Alte Geschichte. C.H. Beck, München 1993.
- Justus Cobet: Alte Geschichte. In: Michael Maurer (Hrsg.): Aufriß der Historischen Wissenschaften, Band 1: Epochen. Reclam-Verlag, Stuttgart 2005, S. 14–105.
- Jean-Nicolas Corvisier: Sources et méthodes en histoire ancienne. Paris 1997.
- Moses I. Finley: Quellen und Modelle in der Alten Geschichte. Frankfurt am Main 1987.
  - Englisch: Ancient history. Evidence and models. 1985.
- Hans-Joachim Gehrke, Helmuth Schneider (Hrsg.): Geschichte der Antike. Ein Studienbuch. 2. erweiterte Auflage, Metzler, Stuttgart 2006. ISBN 3-476-02074-6
- Rosmarie Günther: Einführung in das Studium der Alten Geschichte. (= UTB Band 2168), Schöningh Verlag, Paderborn und andere ²2004.
- Johannes Irmscher: Einleitung in die klassischen Altertumswissenschaften. Ein Informationsbuch. Deutscher Verlag der Wissenschaften, Berlin 1986.
- Hartmut Leppin: Einführung in die Alte Geschichte, München 2005.
- Christian Mann: Antike. Einführung in die Altertumswissenschaften, Berlin 2008.
- Eckhard Meyer-Zwiffelhoffer: Orientalismus? Die Rolle des Alten Orients in der deutschen Altertumswissenschaft und Altertumsgeschichte des 19. Jahrhunderts (ca. 1785–1910). In: Robert Rollinger, Andreas Luther, Josef Wiesehöfer (Hrsg.): Getrennte Wege? Kommunikation, Raum und Wahrnehmungen in der Alten Welt, Frankfurt am Main 2007, S. 501–594 (gute Einführung in die Geschichte der Entstehung der Alten Geschichte und ihrer geographischen Eingrenzung).
- Neville Morley: Theories, models and concepts in ancient history. London 2004.
- Neville Morley: Writing ancient history. Ithaka 1999.
- Jörg Rüpke: Wozu Altertumswissenschaften? In: Florian Keisinger und andere (Hrsg.): Wozu Geisteswissenschaften? Kontroverse Argumente für eine überfällige Debatte, Frankfurt am Main/New York 2003, ISBN 3-593-37336-X
- Matthias Müller: Alte Geschichte online. Probleme und Perspektiven althistorischen Wissenstransfers im Internet.  (= Computer und Antike Band 6), Scripta Mercaturae, St. Katharinen 2003.
- Wilfried Nippel: Über das Studium der Alten Geschichte. dtv, München 1993.
- Wolfgang Schuller: Einführung in die Geschichte des Altertums. Steiner, Stuttgart 1994.
- Eckhard Wirbelauer (Hrsg.): Antike. (= Oldenbourg Geschichte-Lehrbuch 1), Oldenbourg, München 2004.

### Wissenschaftsgeschichte
- Karl Christ: Von Gibbon zu Rostovtzeff. Leben und Werk führender Althistoriker der Neuzeit, Darmstadt: Wissenschaftliche Buchgesellschaft, 3., um einen Nachtr. erw. Aufl. 1989
- Karl Christ: Klios Wandlungen. Die deutsche Althistorie vom Neuhumanismus bis zur Gegenwart, München: C.H. Beck, 2006
- Arnaldo Momigliano: Ausgewählte Schriften zur Geschichte und Geschichtsschreibung, 3 Bde., Stuttgart: Metzler, 1998–2000
- Stefan Rebenich: Die Deutschen und ihre Antike. Eine wechselvolle Beziehung. Stuttgart: Klett-Cotta, 2021. ISBN 978-3-608-96476-9.

### Zeitschriften
Die wichtigsten in Deutschland erscheinenden althistorischen Fachzeitschriften sind:
- Chiron
- Historia und
- Klio.

Alle drei sind auch international sehr angesehen und enthalten neben deutschen auch englische, französische und italienische Aufsätze. Forschungsbeiträge zur Alten Geschichte erscheinen daneben aber auch in „allgemeinen“ historischen Fachzeitschriften wie der Historischen Zeitschrift sowie in altertumskundlichen Fachzeitschriften wie etwa Hermes oder Gymnasium.
Zu den wichtigsten internationalen Fachzeitschriften für Alte Geschichte zählen unter anderem:
- The Journal of Roman Studies
- The Journal of Hellenic Studies
- Classical World. A Quarterly Journal on Antiquity

### Schriftenreihen
Antiquitas |
Beihefte zum Göttinger Forum für Altertumswissenschaft |
Beiträge zur Altertumskunde |
Beiträge zur Altertumswissenschaft |
Beiträge zur Klassischen Philologie |
Bibliothek der klassischen Altertumswissenschaften |
Classica Monacensia |
Geographica Historica |
Heidelberger Althistorische Beiträge und Epigraphische Studien |
Hermes. Einzelschriften |
Historia. Einzelschriften |
Hypomnemata |
Klio. Beihefte |
Lustrum |
Millennium-Studien |
Mnemosyne. Supplemente |
Oriens et Occidens |
Palingenesia |
Philologus. Supplemente |
Potsdamer Altertumswissenschaftliche Beiträge |
Prismata. Beiträge zur Altertumswissenschaft |
Spudasmata |
Studien zur klassischen Philologie |
Studien zur Alten Geschichte |
Subsidia Classica |
Texte und Kommentare |
Untersuchungen zur antiken Literatur und Geschichte |
Vestigia |
Xenia |
Zetemata

## Neue Medien
- Beat Näf u. a.: Geschichte der Antike. Ein multimedialer Grundkurs. CD-ROM. Version 1. Mac OS9/X und Windows. Stuttgart/Weimar, Metzler 2004, aus einer Einführung in die Alte Geschichte des Swiss Virtual Campus-Projektes Antiquitas hervorgegangen: Antiquitas (September 2005)
- Johann Gustav Droysen et al.: Geschichte des Altertums in den Darstellungen von Johann Gustav Droysen, Theodor Mommsen, Jacob Burckhardt, Robert von Pöhlmann und Eduard Meyer. Directmedia Publishing, Berlin 2004, CD-ROM